# 电影电视工程师协会

SMPTE色彩檢驗圖

电影电视工程师协会（英語：Society of Motion Picture and Television Engineers,SMPTE）是美国的一个国际性组织，它成立于1916年，最初名称为电影工程师协会，1950年后改为现名。该组织制定了多项电影、电视行业的标准。